# 日本国憲法第88条
日本国憲法 第88条（にほんこく（にっぽんこく）けんぽう だい88じょう）は、日本国憲法の第7章にあり、皇室の財産・費用について規定している。

## 条文
日本国憲法、e-Gov法令検索。

第八十八条すべて皇室財産は、国に属する。すべて皇室の費用は、予算に計上して国会の議決を経なければならない。

## 沿革

### 大日本帝国憲法
東京法律研究会 p.13

第六十六條皇室經費ハ現在ノ定額ニ依リ毎年國庫ヨリ之ヲ支出シ將來增額ヲ要スル場合ヲ除ク外帝國議會ノ協贊ヲ要セス

### 憲法改正要綱
「憲法改正要綱」、国立国会図書館「日本国憲法の誕生」。

二十六第六十六条ノ規定ヲ改メ皇室経費中其ノ内廷ノ経費ニ限リ定額ニ依リ毎年国庫ヨリ之ヲ支出シ増額ヲ要スル場合ヲ除ク外帝国議会ノ協賛ヲ要セサルモノトスルコト

### GHQ草案
「GHQ草案」、国立国会図書館「日本国憲法の誕生」。

#### 日本語
第八十二条世襲財産ヲ除クノ外皇室ノ一切ノ財産ハ国民ニ帰属スヘシ一切ノ皇室財産ヨリスル収入ハ国庫ニ納入スヘシ而シテ法律ノ規定スル皇室ノ手当及費用ハ国会ニ依リ年次予算ニ於テ支弁セラルヘシ

#### 英語
Article LXXXII.All property of the Imperial Household, other than the hereditary estates, shall belong to the nation. The income from all Imperial properties shall be paid into the national treasury, and allowances and expenses of the Imperial Household , as defined by law, shall be appropriated by the Diet in the annual budget.

### 憲法改正草案要綱
「憲法改正草案要綱」、国立国会図書館「日本国憲法の誕生」。

第八十四世襲財産ヲ除クノ外皇室ノ財産ハ凡テ国ニ属ス皇室財産ヨリ生ズル収益ハ凡テ国庫ノ収入トシ法律ノ定ムル皇室経費ノ支出ハ予算ニ由リ国会ノ協賛ヲ経ベキコト

### 憲法改正草案
「憲法改正草案」、国立国会図書館「日本国憲法の誕生」。

第八十四条世襲財産以外の皇室の財産は、すべて国に属する。皇室財産から生ずる収益は、すべて国庫の収入とし、法律の定める皇室の経費は、予算に計上して国会の同意を得なければならない。

### 帝国憲法改正案
「帝国憲法改正案」、国立国会図書館「日本国憲法の誕生」。

第八十四条世襲財産以外の皇室の財産は、すべて国に属する。皇室財産から生ずる収益は、すべて国庫の収入とし、法律の定める皇室の支出は、予算に計上して国会の議決を経なければならない。

## 解説
8条とともに、皇室への財産の集中及び、皇室と特定の個人・団体の不適切な結びつきを抑止し、皇室財産に民主的コントロールを及ぼす趣旨である。